# Ivan Gotti
Ivan Gotti (* 28. März 1969 in San Pellegrino Terme, Lombardei) ist ein ehemaliger italienischer Radrennfahrer.

## Karriere
Seine größten Erfolge waren 1997 und 1999 der Gewinn der Gesamtwertung des Giro d’Italia. 1999 gewann er, weil einen Tag vor dem Finale in Mailand der bisherige Träger des Rosa Trikots, Marco Pantani wegen eines zu hohen Hämatokrit-Wertes ausgeschlossen worden war. Gotti gewann 2001 auch eine Etappe der Katalonien-Rundfahrt. 2002 beendete er seine Karriere.

## Doping
Der Verdacht, dass Gotti in seiner Zeit beim Team Gewiss-Ballan EPO-Doping betrieben hatte, wurde später bestätigt. Seine Proben aus dem Jahr 1995 wiesen einen Hämatokritwert von 57 auf.
Wegen des Besitzes von Dopingprodukten wurde Ivan Gotti 2001 zu fünf Monaten Haft auf Bewährung verurteilt.

## Palmarès
1990
- Circuito Belvedere

1995
- Mannschaftszeitfahren Tour de France

1996
- eine Etappe Giro d’Italia

1997
- Gesamtwertung und eine Etappe Giro d’Italia

1999
- GP Nobili Rubinetterie
- Gesamtwertung Giro d’Italia

2001
- eine Etappe Katalonien-Rundfahrt

## Teams
- 1991–1993 Gatorade
- 1994 Polti
- 1995–1996 Gewiss-Ballan
- 1997–1998 Saeco
- 1999–2000 Polti
- 2000–2001 Alessio